# Трговина људима у Србији
Србија је земља одредишта, порекла и транзита и за жене и девојке којима се тргује транснационално и интерно у сврху комерцијалне сексуалне експлоатације. Стране жртве се у Србију кријумчаре из Македоније, Украјине, Молдавије, Босне и Херцеговине, Бугарске, Румуније, Хрватске, Албаније и Народне Републике Кине. Србија је транзитна земља за жртве трговине људима из Босне, Хрватске и Словеније и намењене за Италију и друге земље. Интерна сексуална трговина српских жена и девојака наставила је да расте од 2007. године, чинећи више од три четвртине случајева трговине људима у 2007. години. Нека деца се и даље тргују на принудни рад или принудно просјачење на улици. Према невладиним организацијама и органима за спровођење закона, напори да се затворе познате јавне куће настављају да подстичу трговце да боље прикрију жртве трговине људима.
Према америчкој влади, Влада Србије не поштује у потпуности минималне стандарде за елиминацију трговине људима које су поставиле САД, иако улаже значајне напоре да то учини. Влада је 2007. године повећала национално финансирање за борбу против трговине људима, активно је истраживала трговину људима, процесуирала случајеве на високом нивоу и предузела корак у решавању корупције у вези са трговином људима тако што је истражила и оптужила државног тужиоца за саучесништво. Током 2007. године, Влада је унапредила своје капацитете за пружање помоћи жртвама трговине људима оснивањем 11 нових општинских тимова састављених од владиних званичника и представника невладиних организација.
Од 2007. године десио се напредак, те је Канцеларија америчког Стејт департмента за праћење и борбу против трговине људима ставила је Србију у „Ниво 2“ 2017. године. Постоји 4 нивоа, од 1. у ком се држава најбоље бори са проблемом трговине људима.

## Кривични поступци
Влада Србије активно истражује случајеве трговине људима, иако њен суд често изриче релативно благе казне осуђеним починитељима трговине људима. Кривични законик Србије у члану 388 кривично забрањује трговину људима у вези са сексуалним радом и радом и прописује казне сразмерне онима које су прописане за друга тешка дела, као што је силовање. Влада је 2007. године истражила и оптужила 62 особе за трговину људима. Влада је пријавила најмање 23 осуде за трговину људима у 2007. години. Суђења често трају месецима или годинама, а осуђени трговци људима често одлажу издржавање казне, понекад и по неколико година, подношењем више жалби. Ово понекад доводи до тога да осуђени трговци људима остају на слободи и можда настављају да искоришћавају жртве.

## Заштита
Влада сарађује са невладиним организацијама у пружању помоћи жртвама, али не обезбеђује никаква средства за НВО које пружају услуге жртвама трговине људима као што су саветовање, правна помоћ и програми реинтеграције. Агенција за координацију заштите жртава трговине људима пријавила је идентификацију 60 жртава у 2007. години, укључујући 26 малолетника; 48 од 60 су биле српске жртве. Влада Републике Србије је подстицала жртве да помогну у истрази и кривичном гоњењу трговаца људима, наводе невладине организације у Србији; 90 одсто жртава је наводно учествовало у истрази њихових трговаца људима. Међутим, многе жртве одбијају да сведоче на суду из страха од одмазде од стране трговаца људима. Влада је користила свој Закон о заштити сведока из 2006. године да заштити само једну жртву трговине људима током године. Према невладиним организацијама, жртве трговине људима су често биле директно или индиректно приморане да сведоче против трговаца људима, а неки судови настављају да показују неосетљивост према жртвама трговине тако што су заказивали жртве и њихове оптужене трговце да се заједно појаве на суду, упркос приговорима жртава.
Српски закон дозвољава жртвама да подносе грађанске тужбе против трговаца људима ради обештећења, али од марта 2008. године ниједна жртва трговине људима није добила одштету. Жртве које воде кривичне или грађанске парнице имају право на привремену боравишну дозволу и могу добити посао или напустити земљу до суђења. Влада је доделила статус привременог боравка за укупно шест жртава 2007. године. Идентификоване жртве се не притварају, затварају, кривично гоне или на други начин кажњавају за незаконите радње почињене као директна последица њихове трговине. Међутим, једна невладина организација је известила да власти нису успеле да идентификују неке жртве трговине људима 2007. године, што је резултирало њиховим хапшењем, притварањем и накнадном депортацијом. Да би се позабавила овим питањем, влада је проширила свој програм обуке за спровођење закона. У 2007. години, тридесет седам жртава трговине људима било је смештено у два склоништа за невладине организације, 21 у склониште за краћи период и 16 у прелазни смештај (укључујући две бебе). Услуге реинтеграције пружене су за 47 жена и четири мушкарца (укључујући 22 деце). Током извештајног периода, 11 нових општина формирало је тимове за социјалну помоћ састављене од социјалних радника, полиције и особља невладиних организација за пружање помоћи потенцијалним жртвама насиља у породици и трговине људима.

## Превенција
Влада Србије је у својим превентивним активностима у 2007. години показала различите напоре. Влада тек треба да почне са спровођењем своје Националне стратегије за борбу против трговине људима из децембра 2006. године. Штавише, владин тим за борбу против трговине људима задужен за вођење напора Србије у борби против трговине људима састао се само једном током године. Међутим, влада је током године повећала своје образовне превентивне програме, а 2007. године покренула је акцију прикупљања средстава за Агенцију за координацију. Такође је спонзорисала месец дана програма против трговине људима на националној телевизији током октобра 2007. године. Иако је влада финализирала сценарије за пројекат за који је издвојила 100.000 долара за телевизијску серију од 13 епизода под називом „Модерно ропство“, невладине организације су изразиле забринутост због тога што ће серија бити завршена. Влада није спровела никакве кампање подизања свести које би имале за циљ смањење потражње за комерцијалним сексуалним односима.
Иако је влада проширила свој програм обуке, уз помоћ експерта УН-а за трговину људима др. Гили Макензие, едуковала органе за спровођење закона како да идентификују жртве, остаје још простора за напредак у овој сфери.